# Borovtsi
Borovtsi (bulgariska: Боровци) är ett distrikt i Bulgarien.   Det ligger i kommunen Obsjtina Berkovitsa och regionen Montana, i den västra delen av landet, 70 km norr om huvudstaden Sofia.
Omgivningarna runt Borovtsi är en mosaik av jordbruksmark och naturlig växtlighet. Runt Borovtsi är det ganska glesbefolkat, med 36 invånare per kvadratkilometer.